# Arvinkalliot
Arvinkalliot är en ö i Finland. Den ligger i Bottenviken och i kommunen Pyhäjoki i den ekonomiska regionen  Brahestads ekonomiska region i landskapet Norra Österbotten, i den nordvästra delen av landet. Ön ligger omkring 92 kilometer sydväst om Uleåborg och omkring 470 kilometer norr om Helsingfors.
Öns area är 0,5 hektar och dess största längd är 130 meter i sydöst-nordvästlig riktning.